# Toàn thành giới bị
Toàn thành giới bị (tiếng Trung: 全城戒備, tiếng Anh: City Under Siege) là một bộ phim thuộc thể loại hành động - võ thuật - khoa học viễn tưởng của Hồng Kông - Trung Quốc ra mắt năm 2010 do Trần Mộc Thắng làm đạo diễn, sản xuất kiêm viết kịch bản, với sự tham gia của các diễn viên gồm Quách Phú Thành, Thư Kỳ, Ngô Kinh, Trương Tịnh Sơ và Trâu Triệu Long.
Phim chính thức khởi chiếu vào ngày 12 tháng 8 năm 2010.

## Nội dung
Đoàn xiếc thú phường Kỳ Nghệ đang lưu diễn ở Malaysia, các thành viên trong đoàn tình cờ nghe nói đến tin tức về kho báu mà người Nhật đã để lại trong Thế chiến thứ hai. Dưới sự dẫn dắt của cao thủ phi đao Trương Đại Sơ, một nhóm năm người họ đã giết hại những thợ săn báu vật khác. Chàng trai trẻ tuổi Lý Phi một lòng muốn trở thành cao thủ phi đao nên anh theo dõi chứng kiến đám người của Đại Sơ sát hại những người khác như thế nào. Và rồi, anh bị ép đi theo xuống hang động, mà sau khi thu thập được số vàng lớn, chính cả đoàn đã vô tình mở nhầm kho vũ khí sinh hóa mà quân Nhật đã để lại. Trải qua những khó khăn trắc trở khó mà tưởng tượng được, Lý Phi may mắn thoát thân, nhưng anh lại bị biến đổi thành dị nhân kỳ quái.
Trong khi đó, trên Hồng Kông liên tiếp xảy ra hàng loạt vụ cướp. Hung thủ hai bàn tay không tấc sắt, thủ đoạn tàn nhẫn, họ chính là nhóm người của Trương Đại Sơ bị nhiễm khí độc mà trở nên kỳ dị. Với loạt sự kiện gây chấn động toàn quốc, cảnh sát nội địa đã mời cặp vợ chồng cảnh sát người gốc Hoa là Tôn Hạo và Trịnh Tú Hoa để cùng nhau phối hợp điều tra. Sự trợ giúp của cô phóng viên truyền hình Trần An Nhi đã giúp cho Lý Phi thay đổi nhanh chóng để trở thành sứ giả chính nghĩa chống lại cái ác. Cuối cùng anh đã thành công trong việc hạ gục Đại Sơ bằng tuyệt chiêu phi đao để giải cứu An Nhi đang bị thương.
Ở cuối phim, cả Lý Phi và An Nhi đều kết hôn và An Nhi đã hạ sinh một con trai để tiếp nối gia truyền tuyệt chiêu phi đao của anh.

## Diễn viên
- Quách Phú Thành trong vai Lý Phi, một thành viên trong đoàn xiếc ở phường Kỳ Nghệ mong muốn trở thành một cao thủ phi đao. Anh vô tình nhiễm chất độc từ kho vũ khí sinh hóa mà quân Nhật để lại, nhưng sau đó anh đã trở thành dị nhân sứ giả chính nghĩa để chống lại cái ác.
- Thư Kỳ trong vai Trần An Nhi, một phóng viên làm việc tại đài truyền hình, và là người luôn sát cánh với Lý Phi.[3]
- Ngô Kinh trong vai Tôn Hạo, viên cảnh sát điều tra ở Trung Quốc.[4]
- Trương Tịnh Sơ trong vai Trịnh Tú Hoa, viên cảnh sát điều tra ở Trung Quốc và là vợ chưa cưới của Tôn Hạo.[4]
- Trâu Triệu Long trong vai Trương Đại Sơ, một cao thủ phi đao thuộc đoàn xiếc phường Kỳ Nghệ không ngừng sát hại nhiều người dân. Hắn cũng bị nhiễm chất độc từ kho vũ khí sinh hóa và đã trở thành dị nhân tàn nhẫn nhất đe dọa cả Hồng Kông.[4]

## Phát hành
Phim chính thức khởi chiếu tại Hồng Kông vào ngày 12 tháng 8 năm 2010.